# Белякова, Анна Михайловна
Анна Михайловна Белякова (18 декабря 1924, Басманово, Смоленская губерния — 10 мая 1990) — юрист, специалист по гражданскому праву, истории римского права и вопросам семейного права в СССР; выпускница юридического факультет МГУ имени Ломоносова; доцент на кафедре гражданского права и процесса МГУ, доктор юридических наук с диссертацией о гражданско-правовой ответственности за причинение вреда (1987); член рабочей группы Верховного Совета СССР по подготовке Основ законодательства СССР о браке и семье; автор статей для энциклопедического словаря «Народонаселение» (1994).

## Биография
Анна Михайловна Белякова родилась 18 декабря 1924 года в деревне Басманово (ныне — Тёмкинский район Смоленской области).

## Работы
Анна Белякова являлась автором и соавтором более 50 научных публикаций, включая несколько монографии; она специализировалась, в основном, на проблемах гражданского права в СССР и вопросах советского семейного права:
- «Гражданское право Китайской Народной Республики» (М., 1960);
- «Возмещение вреда, причиненного источником повышенной опасности (ответственность владельца источника повышенной опасности)» (М., 1967);
- «Гражданское право». Учебник (М., 1968) (в соавторстве);
- «Имущественная ответственность за причинение вреда» (М., 1979);
- «Эффективность гражданского законодательства» (М., 1984) (в соавторстве);
- «Гражданско-правовая ответственность за причинение вреда: теория и практика» (М., 1986).
- Белякова А. М. Развитие и совершенствование законодательства о возмещении вреда / А. М. Белякова // Советское государство и право. — М., 1985. — № 9 (сентябрь). — С. 37—44.